# Aeroport de Reus
Luchthaven Reus (Catalaans: Aeroport de Reus, Spaans: Aeropuerto de Reus) is gelegen op ongeveer 5 kilometer van de stad Reus en ongeveer 8 kilometer van de stad Tarragona, in Catalonië, Spanje. Het vliegveld is gesitueerd nabij de Costa Daurada. De luchthaven wordt beheerd door het Spaanse staatsbedrijf AENA.
Door een stijging van het aantal vluchten nam het aantal passagiers dat de luchthaven aandoet toe. In 1995 verwerkte de luchthaven ongeveer 500.000 passagiers. In 2004 was dit aantal meer dan verdubbeld, tot 1,1 miljoen. In 2009 werd een recordaantal passagiers van ruim 1,7 miljoen bereikt. Sindsdien is het aantal  jaarlijks gedaald tot minder dan 1,4 miljoen in 2011.
In 2005 begon Transavia vluchten vanuit Schiphol, maar deze vluchtverbinding werd later overgezet naar Rotterdam en werd een maand later gestaakt. In april 2017 begon Transavia weer met vluchten vanuit Schiphol.
In de winter vliegt Ryanair alleen naar Londen. In de zomer zijn er vluchten naar onder andere Eindhoven, Schiphol, Brussel, Charleroi, Frankfurt-Hahn, Gdańsk, Moskou, en bestemmingen in het Verenigd Koninkrijk en Ierland.

## Aansluitend vervoer
Er zijn drie busroutes van en naar het vliegveld. Een daarvan gaat direct naar Barcelona, de ander rijdt de route naar La Pineda - Salou - Cambrils en terug naar de luchthaven. De derde route gaat rechtstreeks naar Tarragona.